# Галилея

Карта Галилеи

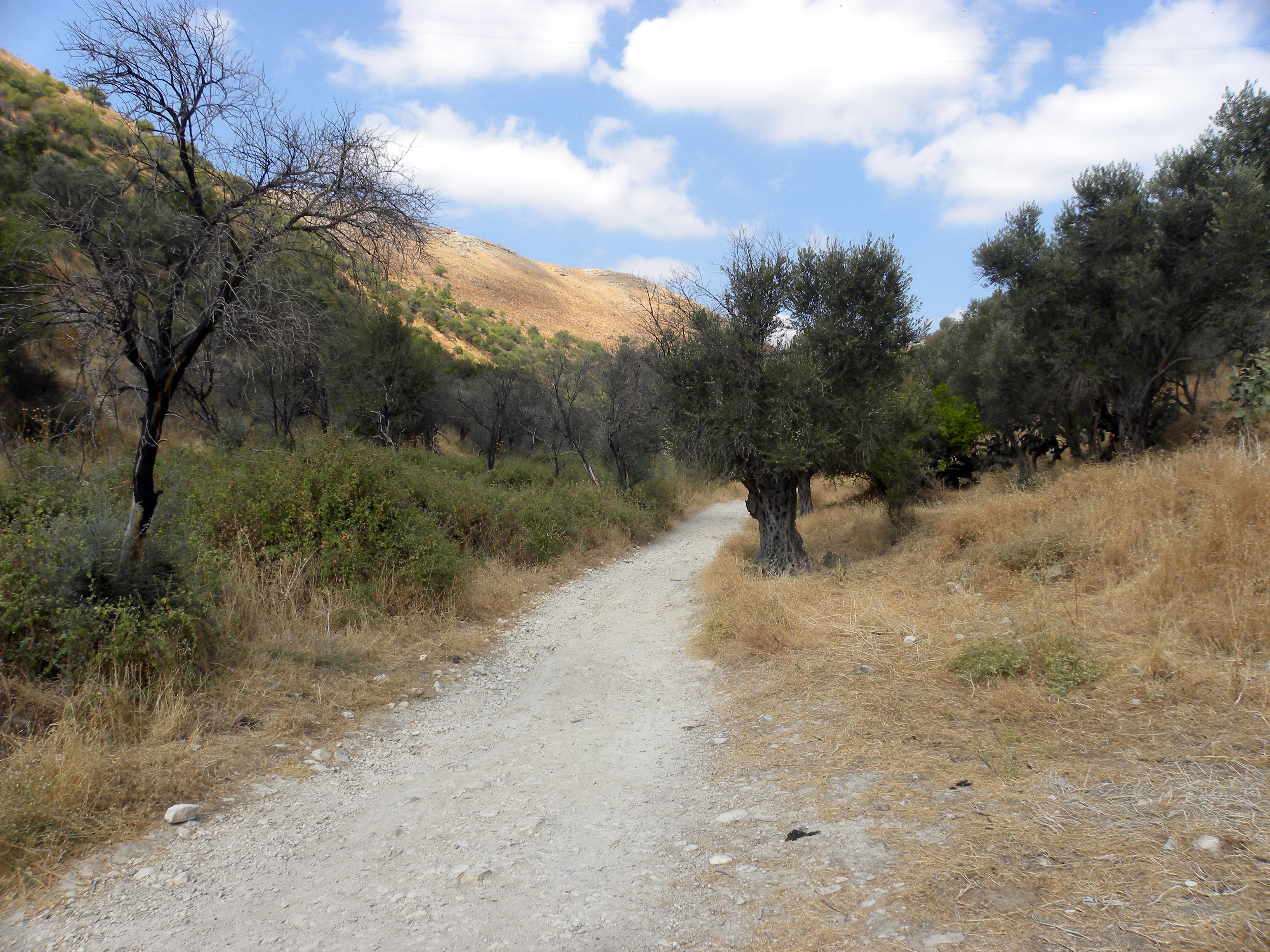
Старая дорога, ведущая из Рош-Пинны в Цфат, Верхняя Галилея

Галиле́я (ивр. הַגָּלִיל‎, һа-Галиль, «область, округ, местность»; араб. الجليل‎ аль-Джалиль) — историческая область на севере Израиля, на границе с Ливаном. Ограничена Средиземным морем на западе, Изреельской долиной на юге и Иорданской долиной на востоке. Традиционно делится на Верхнюю и Нижнюю Галилею.

## История
В 3-м тысячелетии до н. э. Галилею заселили хананеи. Крупнейшим их центром был Хацор. Во 2-м тысячелетии до н. э. здесь появились хурриты, хетты и египтяне. Затем страна попала в поле зрения израильских племён и была включена в состав Израильского царства. В 722 году до н. э. Галилея вошла в состав Ассирийской державы, местное население было выселено. В 539 году до н. э. Галилея перешла под власть Персии. В 333 году до н. э. у персов Галилею отвоевали войска Александра Македонского, началась колонизация земель греческими и македонскими колонистами. После этого периода Галилея несколько раз переходила из рук в руки между эллинистическими династиями Птолемеев Египта и сирийскими Селевкидами, вплоть до завоевания Галилеи Римом в 63 году до н. э.
В I веке н. э. Иуда Галилеянин вместе с несколькими иудейскими священниками устроил беспорядки в городе Сепфорис, чем спровоцировал приход римских войск в Галилею, в результате чего она была опустошена, большинство местного населения перебито, а остальные проданы римлянами в рабство. С периода разрушения Храма и Иерусалима в 70-х годах н. э. началась массовая миграция иудеев в опустошённую Галилею, освоение и застройка ими территорий Галилеи и Самарии, а также возведение синагог. В 636 году Галилея была присоединена к Иорданской провинции Халифата.

## Галилея в Библии

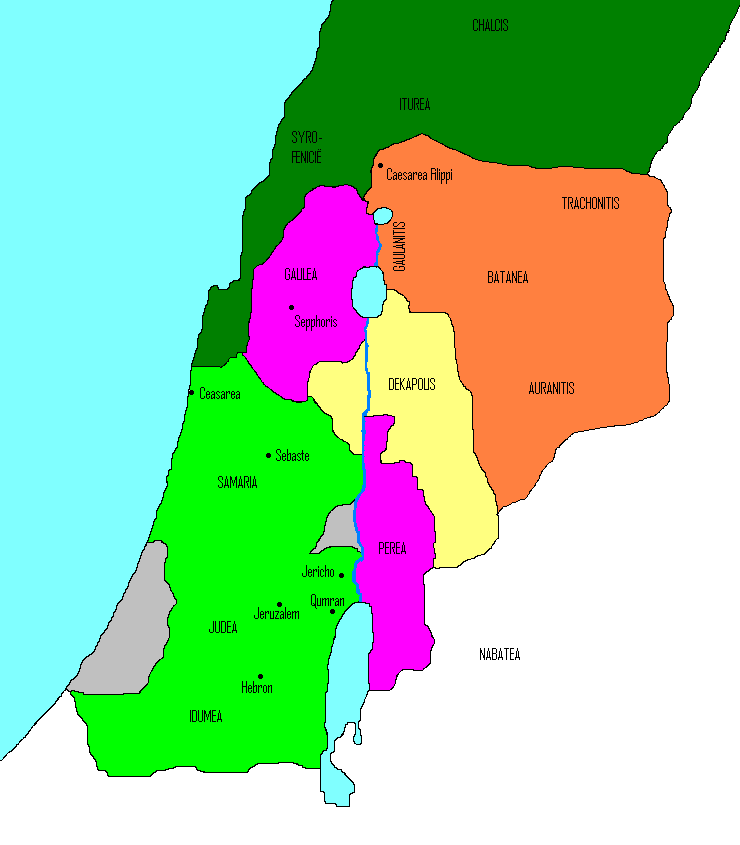
Галилея в I веке н. э.

20 городов Галилеи царь Соломон отдал тирскому (ливанскому) князю Хираму (3Цар. 9:11).
Языческая Галилея (лат. Galileae gentium; греч. Γαλιλαία τῶν ἐθνῶν) упомянута у пророка Исайи (Ис. 9:2).
Ко времени Иисуса Христа у евреев-галилеян было особое от жителей Иудеи наречие (Мк. 14:70). Большинство апостолов были галилеяне (Деян. 1:11). Главными галилейскими городами были Вифсаида (родина апостола Андрея, Петра и Филиппа — Ин. 1:44), Кана Галилейская (родина Нафанаила — Ин. 21:2) и Назарет (город, в котором Иисус Христос провёл детство — Мф. 2:23; Мф. 21:11). Галилеянином почитали иудеи Иисуса Христа (Мф. 26:69; Ин. 7:41). Согласно евангелисту Матфею, после воскресения сначала ангел (Мф. 28:7), а затем Иисус (Мф. 28:10) направили апостолов в Галилею. В эпоху апостола Павла в Галилее существовали церкви (Деян. 9:31).

## Этимология названия
Название «Галилея» восходит к древнееврейскому корню Г-Л-Л, (גלל‎), означающему «катиться», «волна». Существует несколько версий происхождения названия: одна из них объясняет его гористым характером местности (галь — волна), другая напрямую связывает его с ивритским словом галиль (גליל‎), «округ», «окрестность». По третьей версии, название происходит от слова гола́ (גולה‎) от того же корня — удаление, рассеяние. Со второй и третьей версиями связывают упоминание этого района в Ветхом Завете как «Глиль ха-Гоим» (ивр. גְּלִיל הַגּוֹיִם‎) — «округ народов» или «место, где рассеяны разные народы».

## Галерея

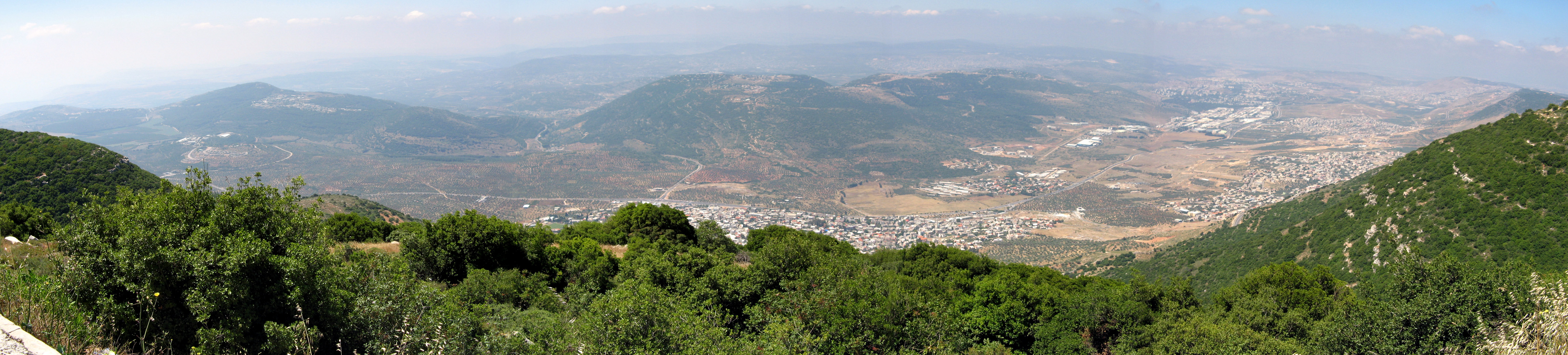
Панорама с Горы Ари в Верхней Галилее

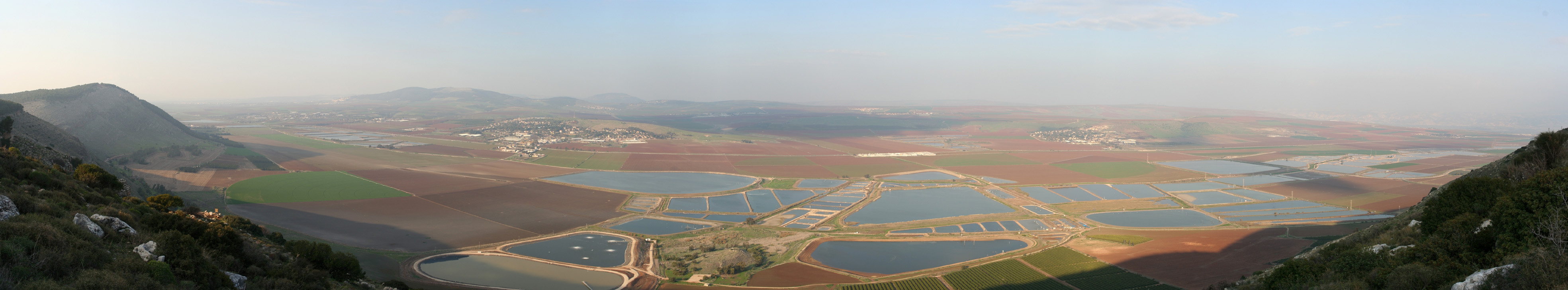
Панорама долины Харод, восточного продолжения Изреельской долины

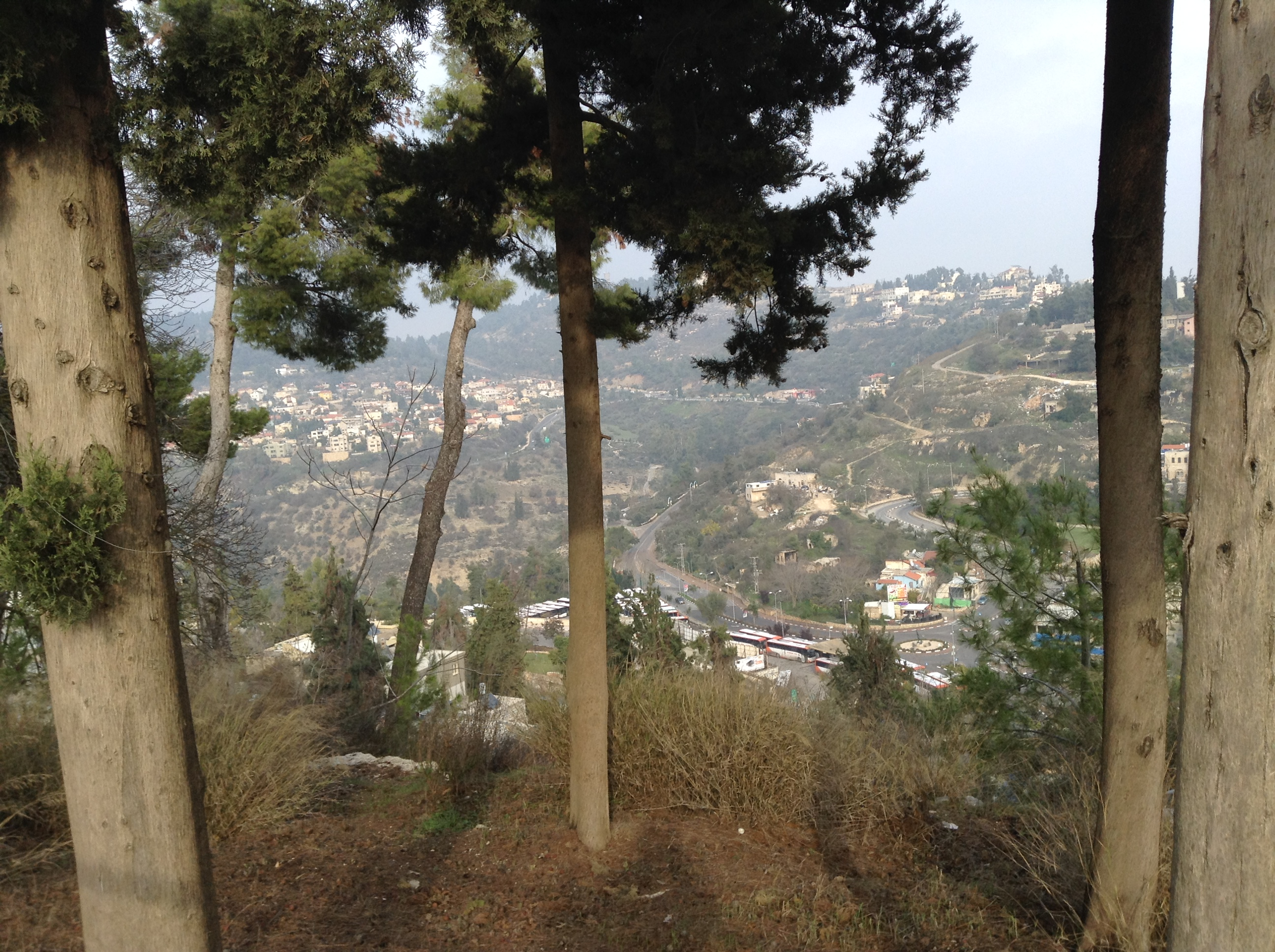
Цфат